# Irdabb
Der Irdabb (arabisch إردبّ), heute Ardabb gesprochen, in europäischen Quellen auch Ardeb oder Rebebe genannt ist ein ägyptisches Hohlmaß für Getreide. Es ist mit dem antiken Raummaß Artabe verwandt.
Ein Irdabb besteht aus 6 Waiba zu je 8 großen oder 16 kleinen Qadah. Heute ist in Ägypten 1 Irdabb = 198 Liter.
Darüber hinaus finden sich auch die folgenden regional unterschiedlichen Angaben zur Größe des Irdabb:

## Kairo
Al-Qalqaschandī teilt mit, dass in Kairo 1 Irdabb = 6 Waiba = 24 Rubʿ = 96 kleine Qadah war. Daraus errechnet Walther Hinz, dass ein Irdabb 69,6 kg Weizen oder als Hohlmaß rund 90 Liter entspricht.
Andere Angabe:
- 1 Ardeb = 179 Liter = 9023,83 Pariser Kubikzoll

im Handel galt aber 100 Ardeb = 211 Stari (Triester), daraus folgt 1 Ardeb = 174 Liter

## Alexandrien
- 1 Ardeb = 271 Liter = 13.661,77 Pariser Kubikzoll

Im Handel jedoch
- 29 4/5 Ardeb = 100 Stari (venezian.), das ergibt: 1 Ardeb = 279,588 Liter
- 1 Ardeb = 168 Oka = 203 ⅓ Kilogramm (Getreide, Mais, Wicken, Bohnen)

Der Ardeb war in Alexandrien auch ein spezielles Reismaß.
- 1 Ardeb Reis = 156 Oka = 189 Kilogramm
- 1 Rebebe = 7993,5 Pariser Kubikzoll = 158,564 Liter[6]

## Rosette
- 1 Ardeb = 284 Liter = 14.317,13 Pariser Kubikzoll

Verglich man die Maße der Regionen, dann galt
- 100 Ardeb von Rosette = 105 von Alexandrien

und
- 100 Ardeb von Kairo = 63 ½ Ardeb von Rosette

## Abessinien
Der Ardeb war in Abessinien ebenfalls ein Getreidemaß
- 1 Mageda = 22 1/5 Pariser Kubikzoll = 4/9 Liter[2]
- in Gonder: 1 Ardeb = 10 Madegas = 4,4 Liter
- in Massaua: 1 Ardeb = 24 Madegas = 10,57 Liter
- in Acre: 1 Ardeb Reis = 750 Pfund (livorno) = 256 ¾ Kilogramm = 549,17 Pfund (berliner)